# 日本の地理・世界の地理
『日本の地理・世界の地理』（にほんのちり・せかいのちり）は、1960年4月6日から1972年3月14日までNHK教育テレビジョンで放送されていた中学生向けの学校放送（教科：社会科）である。1960年7月20日まではNHK総合テレビジョンでも放送されていた。

## 放送時間
いずれも日本標準時、別の時間帯での再放送あり。
| 期間                         | 放送時間             |
| ---------------------------- | -------------------- |
| 1960年4月6日 - 1964年3月18日 | 水曜日 13:00 - 13:20 |
| 1964年4月7日 - 1969年3月18日 | 火曜日 13:00 - 13:20 |
| 1969年4月8日 - 1972年3月14日 | 火曜日 13:40 - 14:00 |

## 出演者
- 山賀長治
- 青木淳
- 青木崇
- 岡部達昭
- 野村正七
- 山内雅人
- 奥田義雄